# Pūranpur
Pūranpur är en ort i Indien.   Den ligger i distriktet Pīlībhīt och delstaten Uttar Pradesh, i den norra delen av landet, 290 km öster om huvudstaden New Delhi. Pūranpur ligger 186 meter över havet och antalet invånare är 39 988.
Terrängen runt Pūranpur är mycket platt. Runt Pūranpur är det tätbefolkat, med 308 invånare per kvadratkilometer. Pūranpur är det största samhället i trakten. Trakten runt Pūranpur består till största delen av jordbruksmark.